# Wacław Wierzewski
Wacław Wierzewski (ur. 22 września 1913 – zm. 12 lutego 2007) – polski instruktor harcerski, autor i wydawca podręczników harcerskich, magister dziennikarstwa działacz społeczny i młodzieżowy. 
Do ZHP wstąpił w 1928 r., w czasie II wojny światowej żołnierz AK, za zasługi odznaczony Krzyżem Armii Krajowej. W latach 1945–1948 był członkiem Pierwszej Krakowskiej Komendy Chorągwi Harcerzy, oraz współtwórca i dyrektor Składnicy Harcerskiej. W 1949 r., należał do inicjatorów powstania Spółdzielni Pracy „Sprawność”, w której przez blisko 30 lat był Prezesem Zarządu. Od 1956 r., członek Stowarzyszenia Dziennikarzy Polskich. Był wydawcą pierwszych po wojnie, podręczników harcerskich, redaktorem powojennych Informatorów Harcerskich, oraz patronem wydania „Vademecum Zastępowego" hm. Marka Kudasiewicza. Uczestniczył w redagowaniu zakładowych pism spółdzielczości pracy.

## Odznaczenia
- Krzyż Oficerski Orderu Odrodzenia Polski
- Krzyż Kawalerski Orderu Odrodzenia Polski
- Krzyż Armii Krajowej
- Krzyż "Za Zasługi dla ZHP"
- Złota Odznaka za Pracę Społeczną dla Miasta Krakowa
- Srebrna Odznaka za Zasługi dla Ziemi Krakowskiej
- Medal za Zasługi dla Krakowskiej Chorągwi ZHP